# 奧庫卡赫區
14°20′50″S 75°40′18″W / 14.3471°S 75.6718°W
奧庫卡赫區（西班牙語：Distrito de Ocucaje）是秘魯的一個區，位於該國中南部伊卡大區的伊卡省，始建於1984年5月18日，面積1,417.2平方公里，海拔高度325米，2005年人口3,496，人口密度每平方公里2.5人。